# Greenup, Illinois
Greenup là một làng thuộc quận Cumberland, tiểu bang Illinois, Hoa Kỳ. Năm 2010, dân số của làng này là 1513 người.

## Dân số
Dân số qua các năm:
- Năm 2000: 1532 người.
- Năm 2010: 1513 người.